# Aquila (Blenio)
Aquila (in dialetto locale “Daigra”) è una frazione di 519 abitanti del comune svizzero di Blenio, nel Canton Ticino (distretto di Blenio).

## Storia

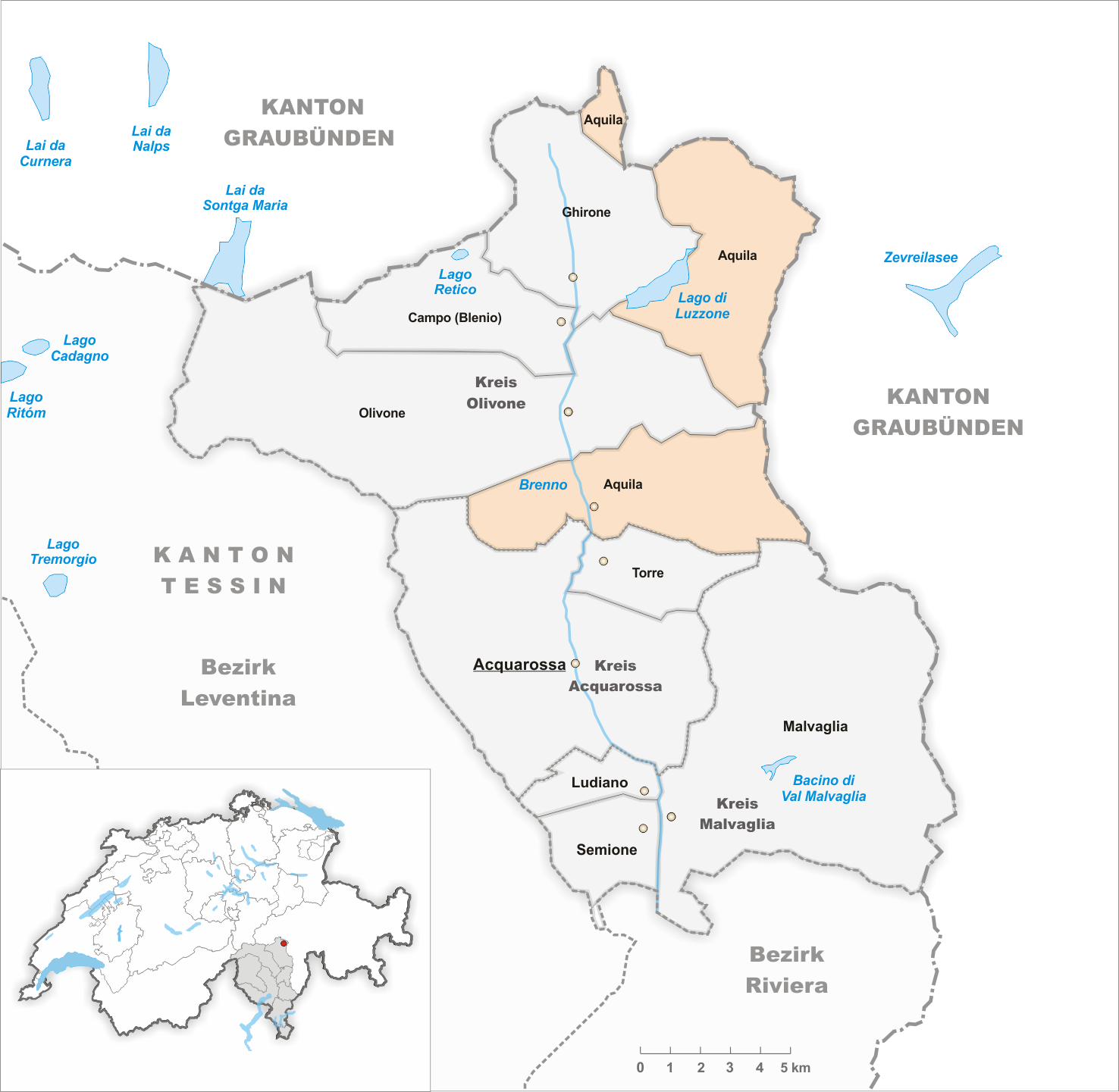
Il territorio del comune di Aquila prima degli accorpamenti comunali del 2006

Già comune autonomo, nel 1836 dal suo territorio fu scorporata la località di Ghirone, divenuta a sua volta comune autonomo; Ghirone fu nuovamente aggregato ad Aquila nel 1842, così come l'altro comune soppresso di Buttino (in precedenza già accorpato a Ghirone) nel 1846. Nel 1853 Ghirone (con Buttino) tornò autonomo e fino al 21 ottobre 2006 il comune di Aquila si estendeva per 63,00 km²; il 22 ottobre 2006 è stato accorpato agli altri comuni soppressi di Campo, Ghirone, Olivone e Torre per formare il nuovo comune di Blenio.

## Monumenti e luoghi d'interesse

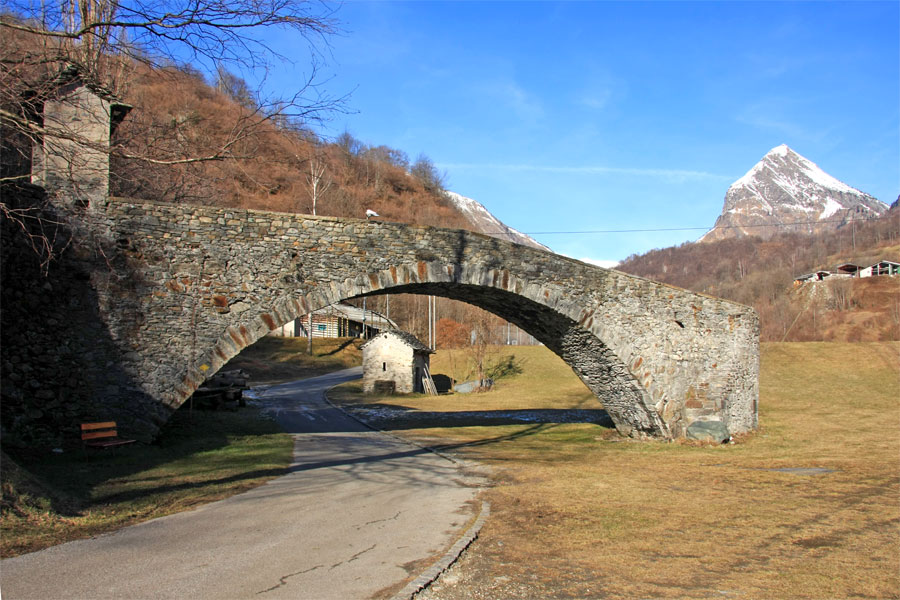
Il ponte romano

- Chiesa di San Vittore Mauro, attestata nel 1213[1] e ricostruita in stile barocco nel 1728[1]-1730[2];
- Chiesa di Sant'Ambrogio, attestata nel 1567[senza fonte];
- Oratorio di Santa Caterina d'Alessandria in località Ponto Aquilesco;
- Oratorio di Sant'Anna, in località Grumarone;
- Ponte romano.

## Società

### Evoluzione demografica
L'evoluzione demografica è riportata nella seguente tabella:
Abitanti censiti

## Amministrazione
Ogni famiglia originaria del luogo fa parte del cosiddetto comune patriziale e ha la responsabilità della manutenzione di ogni bene ricadente all'interno dei confini della frazione.